# Saint-Jean-Lasseille
Saint-Jean-Lasseille település Franciaországban, Pyrénées-Orientales megyében. Lakosainak száma 1578 fő (2022. január 1.). Saint-Jean-Lasseille Villemolaque, Brouilla és Banyuls-dels-Aspres községekkel határos.

## Népesség
A település népessége az elmúlt években az alábbi módon változott:
| Lakosok száma | 1301 | 1508 | 1567 | 1540 | 1541 | 1541 | 1558 | 1570 | 1578 |
|               | 2013 | 2015 | 2016 | 2017 | 2018 | 2019 | 2020 | 2021 | 2022 |